# Владимирские церкви (Вологда)
Влади́мирские це́ркви (анса́мбль Влади́мирских церкве́й) — православные храмы в Вологде, построенные в камне в 1684—1689 годах (тёплая церковь Архангела Гавриила и колокольня) и 1759—1764 годах (холодная Владимирская церковь). Находятся по адресу: город Вологда, Октябрьская улица, 46 и 46а, в историческом районе Верхний посад. Являются комплексом памятников архитектуры, категория охраны — федеральная.

## История
Время основания первой Владимирской церкви точно не известно. Надпись на храмовой иконе Владимирской Божией Матери свидетельствует, что в 1549 году деревянная церковь уже существовала, по документам, хранившимся в церковном архиве, время постройки храма относится ко временам до царствования Ивана Грозного. Известно также, что в XIV—XV веках Вологда была разделена на три части («трети»), находившиеся под управлением соответственно Москвы — Владимирская треть, наименованная по Владимирской церкви, Новгорода — Успенская треть, по церкви Успения (позднее — Успенский собор Горне-Успенского монастыря) и Ростова — Мироносицкая треть, по церкви Жен-Мироносиц.
В XVI—XVII веках Владимирская церковь называлась посадской, так как после постройки Вологодского кремля оказалась за стенами Города, то есть в посаде, в XVIII — начале XIX века именовалась «что у Пороховой башни».
Согласно записям в писцовой книге 1627 года, имелось две деревянные церкви (шатровый храм Пречистой Богородицы Владимирской и клетский с трапезной храм Феодосия Печерского), также упоминается колокольня.
В челобитной 1652 года прихожане и клир Владимирской церкви пишут архиепископу Вологодскому и Великопермскому Маркеллу с просьбой «новый холодный храмъ во имя Срѣтенія Пречистыя Богородицы Владимірскія съ предѣломъ во имя преподобныхъ отецъ Антонія и Ѳеодосія Печерскихъ чудотворцевъ вмѣсто прежняго обветшавшаго во имя Пресвятыя Богородицы Владимірскіе».
В 1684—1689 годах согласно завещанию богатейшего вологодского купца, торгового гостя Г. М. Фетиева строится новое здание тёплого каменного храма во имя Архангела Гавриила с приделом во имя Феодосия Печерского.

Да у Владимірской же Богородицы построить церковь каменная теплая о дву шатрахъ, а въ ней учинить два престола: одна церковь во имя Архангела Гавріила, а другая церковь во имя преподобнаго отца Ѳеодосія общежитій начальника. Да у той же церкви сдѣлать колокольня особая, противъ образца соборной колокольни…
— Завещание Г. М. Фетиева.
Старый деревянный тёплый храм Архангела Гавриила был перевезён в Тошенскую волость (Вологодский уезд).
В 1759 году (согласно храмозданной грамоте) вместо прежней холодной церкви на новом месте построена новая каменная Владимирская церковь.
Владимирский приход был известен как один из самых богатых в Вологде. В XVII и XVIII веках он имел 80 приходских дворов, превосходя бо́льшую часть приходов города (из 48 имевшихся в Вологде в XVII веке церквей больше приходских дворов имели только церковь Иоанна Предтечи в Дюдиковой пустыни, церковь Николая во Владычной слободе и церковь Андрея Первозванного во Фрязинове).
Владимирская холодная церковь была закрыта в 1928 году. В здании храма находилась стекольная мастерская. С 2015 года храм является действующим.
Владимирская тёплая церковь закрыта в 1930 году. Здание сильно перестроено, барабаны и купол с главкой разобраны. Помещение используется для нужд автостоянки.
Ограда, в том числе врата, полностью уничтожена. Территория замусорена, перегорожена, используется коммерческими предприятиями и жителями близлежащих домов. Прудик между храмами замусорен и зарос. Подход к памятникам затруднён, осмотр внутри — невозможен.

### Посвящение
Икона Владимирской Божией Матери — одна из самых почитаемых в России. По преданию, прообраз иконы написан апостолом Лукой. Принадлежит к иконографическому типу Умиление, с богословской точки зрения символизирующему любовь и нежность Матери и Младенца, осознающих предстоящую жертву. Богоматерь также воспринимается как заступница за род человеческий, при этом на Руси её образ сливается с образом матери-земли.
В царствование Ивана Грозного почитание иконы Богоматери Владимирской достигло апогея. По велению митрополита Макария были написаны цикл о «новейших» чудесах иконы и грандиозная «Повесть на Сретение чудотворного образа…», в котором идея богоизбранности Москвы, провозглашённой «Третьим Римом» и «Домом Пресвятой Богородицы» неразрывно связана с почитанием Владимирской иконы, получившим великодержавный характер и «всемирный» масштаб.
Гавриил — один из архангелов, в Ветхом и Новом Завете — носитель радостных благовестий (например, возвещает Деве Марии о рождении Христа).

## Архитектура

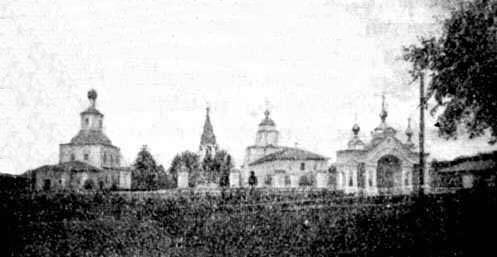
Владимирская церковь в Вологде. Фото Н. П. Малиновского, 1905 г[6].

### Тёплая Владимирская церковь (Архангела Гавриила)
Тёплая Владимирская церковь (Гавриило-Архангельский храм) построен в 1684—1689 годах в стиле русского узорочья. Согласно завещанию ктитора Г. М. Фетиева, церковь имела два шатра, несмотря на запрет строительства шатровых церквей, введённый патриархом Никоном. Г. К. Лукомский указывает, что шатры были деревянными. Двухшатровая церковь — представитель небольшой группы храмов середины XVII века, сформировавшейся под влиянием столичной архитектуры русского узорочья. Два шатра у таких храмов не имели конструктивного значения, а являлись декоративным элементом. Сходными по архитектурному решению памятниками являются церковь Введения Спасо-Преображенского Воротынского монастыря, Успенская церковь Благовещенского монастыря в Нижнем Новгороде и другие.

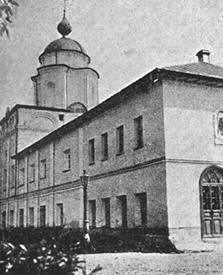
Тёплая Владимирская церковь, вид с северо-запада, фото 1914 г.
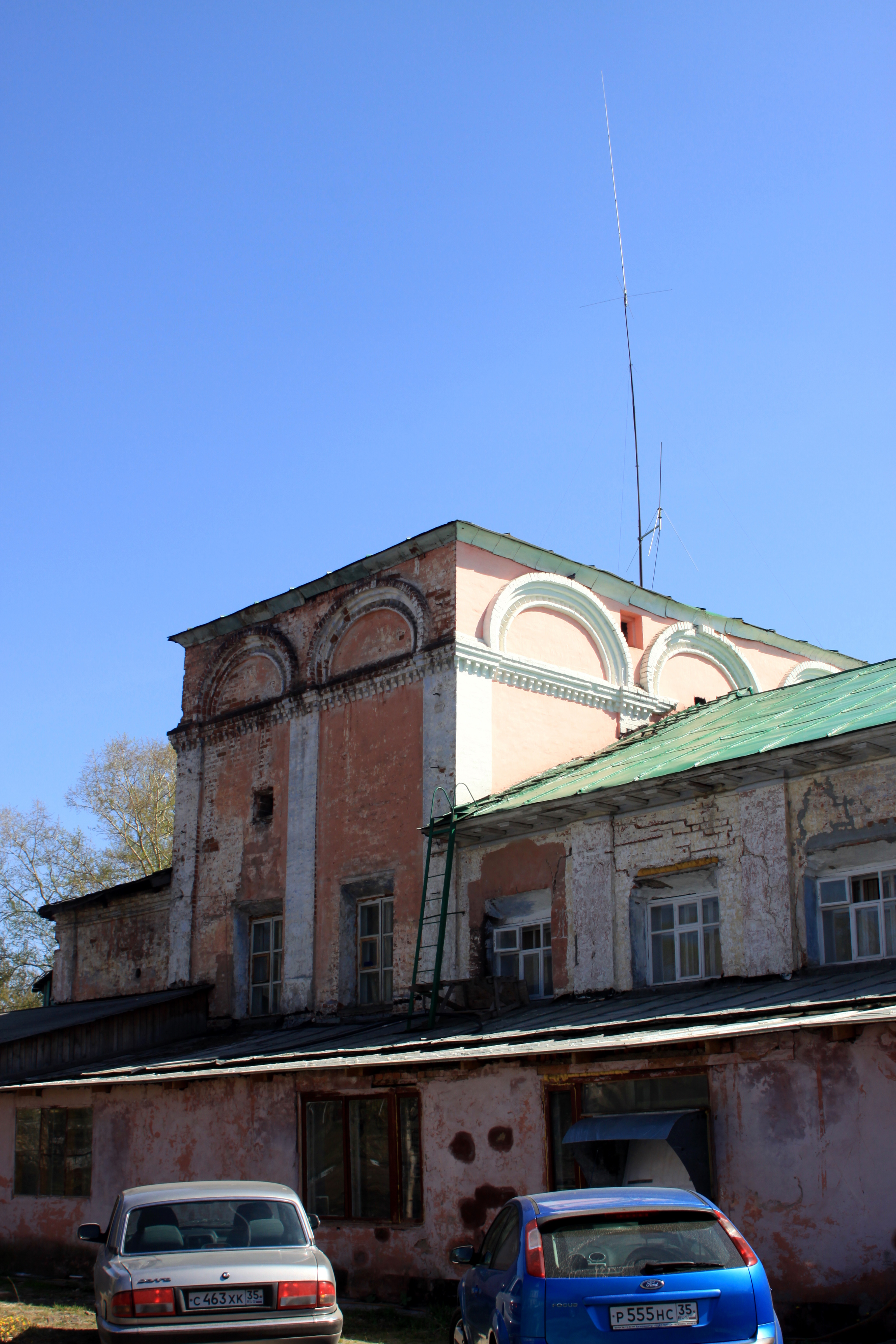
Тёплая Владимирская церковь, вид с северо-запада, фото 2009 г.
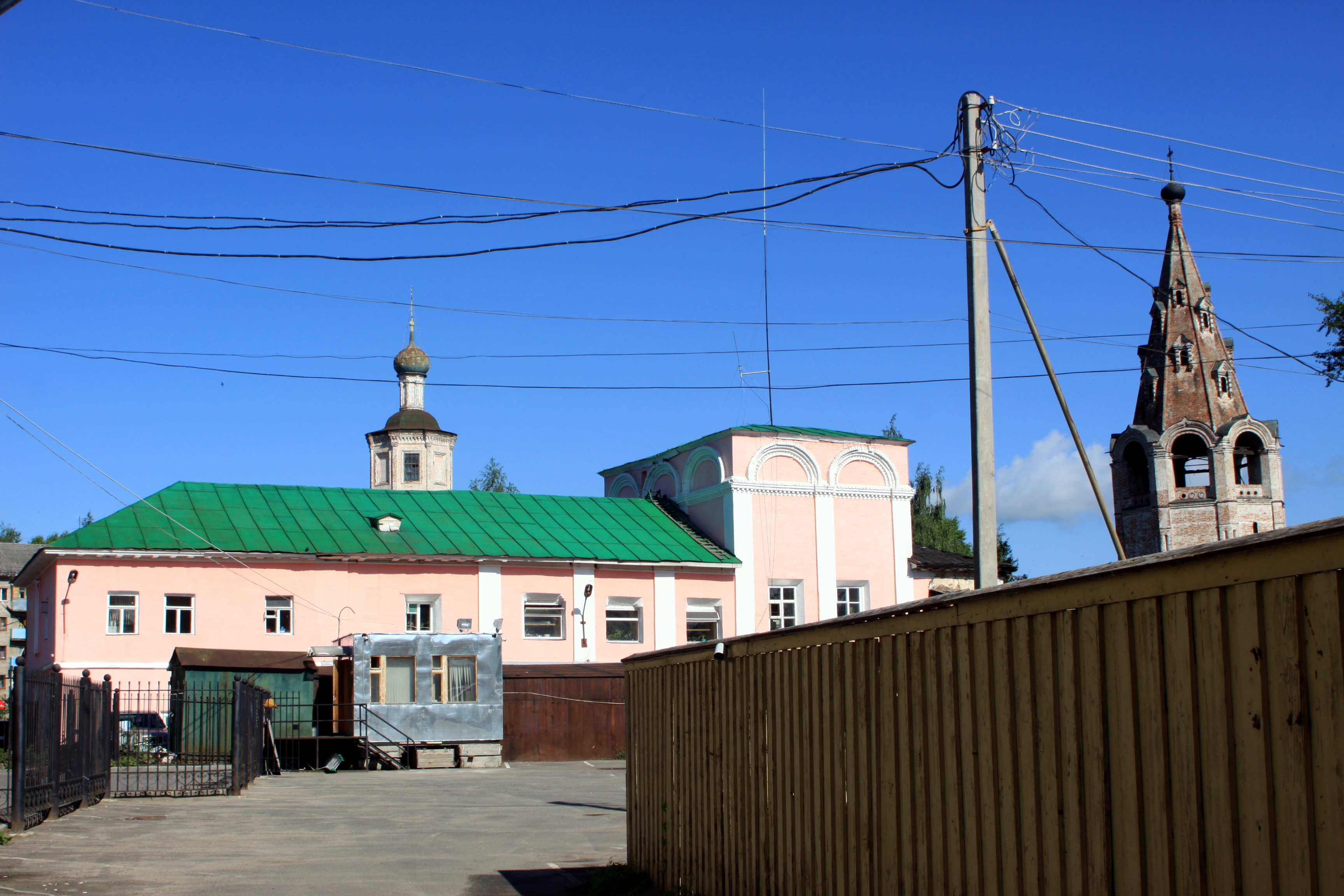
Владимирские церкви, вид с юга. На переднем плане — тёплая Владимирская церковь. 2009 г.

### Колокольня
Отдельно стоящая шатровая колокольня тёплой Владимирской церкви построена одновременно с ней по образцу колокольни Софийского собора.
Конструктивно составлена из низкого четверика с арками входа, поставленного на него восьмигранного столпа, заканчивающегося ярусом звона с открытыми арками. В размерах четверика, восьмерика и шатра заложены пропорции золотого сечения. Четверик колокольни украшен по углам лопатками и поясом ширинок с полихромными изразцами (частично утрачены). Восьмигранный столп с лопатками украшен внизу киотом с изразцовым декором, а ярус звона — архивольтами с килевидным верхом. Имелось 14 колоколов. Большой колокол весил 200 пудов. На верхней части его кругом вылита надпись: «Лета 7193 году вылит сей колокол на Вологду на посад к церкви Пресвятыя Богородицы Владимирския по приказу и по духовной гостя Гаврила Мартынова, сына Фетиева, по души его в вечное поминовение; а весом в нём двести пуд». У нижнего края колокола другая подпись: «Albert Benningk me fecit Lubeck, anno 1685».
Завершающий колокольню высокий шатёр с маленькой главкой прорезан расположенными вперебежку окнами-слухами, украшенными кокошниками.

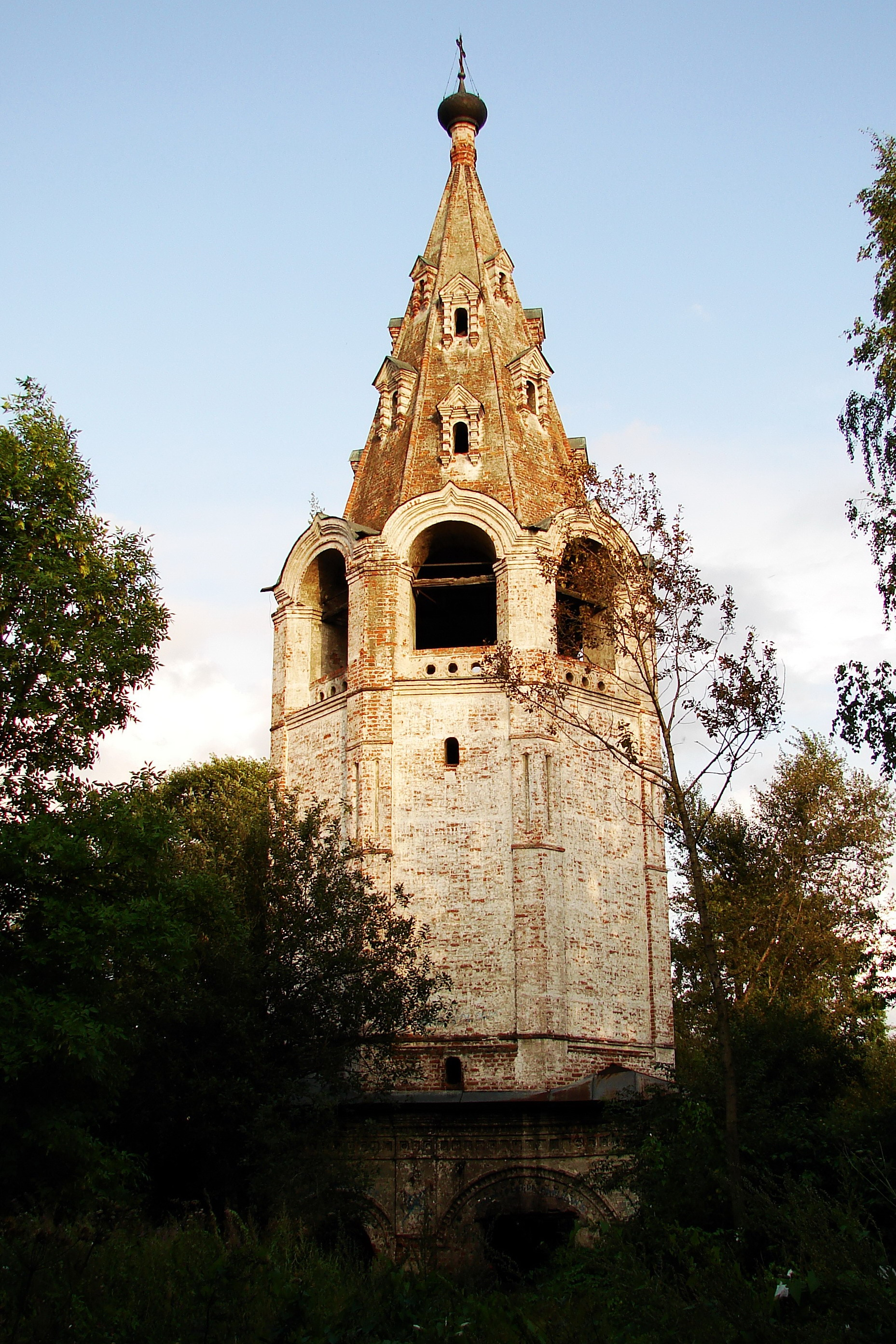
Колокольня (вид с севера)
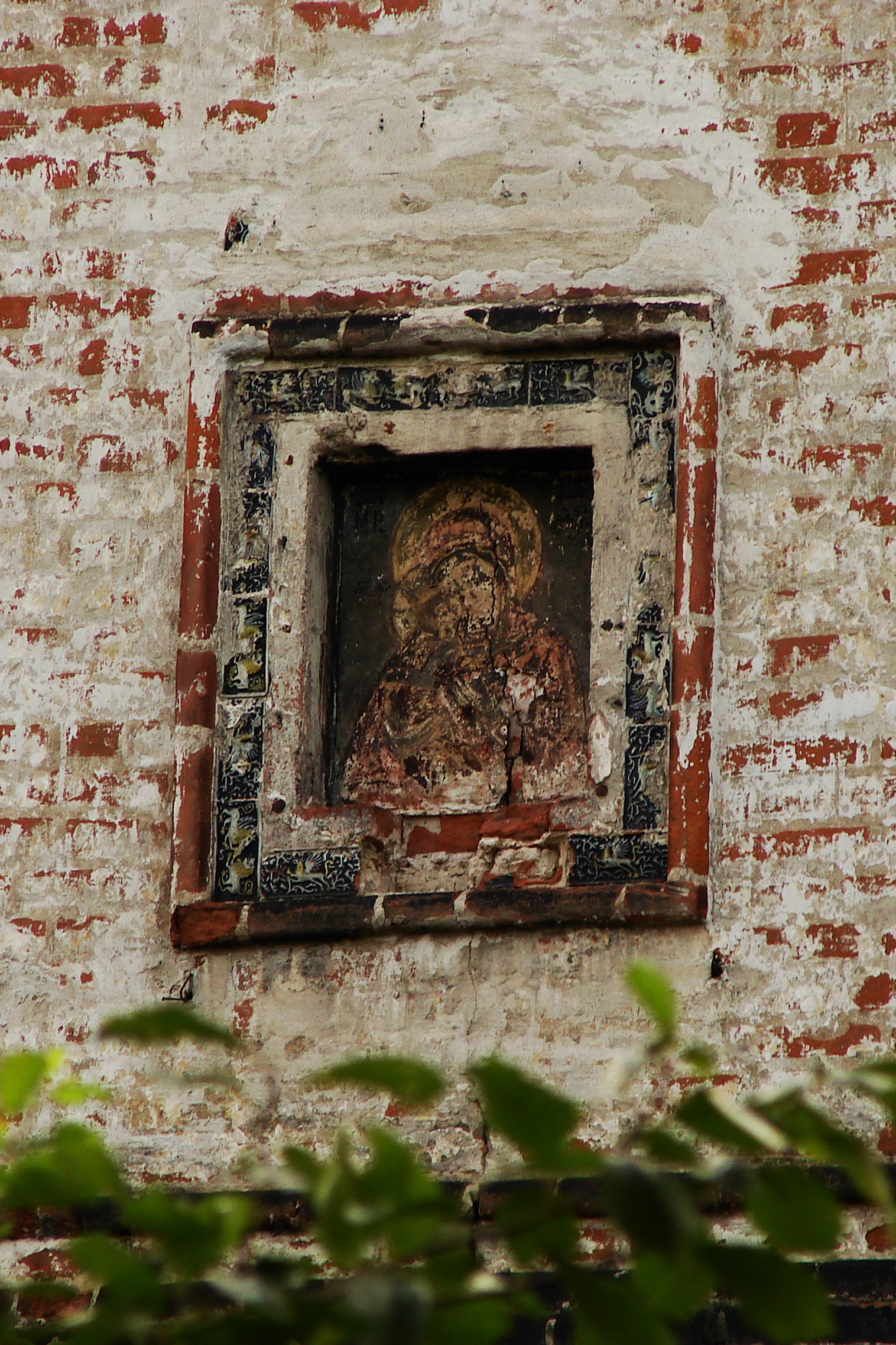
Изразцовый киот южной стороны восьмерика
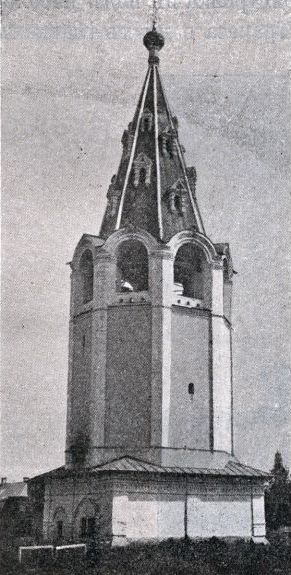
Колокольня Владимирских церквей на фото 1914 г.

### Холодная Владимирская церковь
Внутри холодной церкви располагались три отделения: алтарь, наос и трапезная. Алтарь отделялся от наоса каменной алтарной преградой с тремя проёмами для царских дверей, дверей жертвенника и дьяконника. Из основной части храма в трапезную вели три арки.
По объёмно-композиционному решению это ярусный храм — архитектурный тип, активно осваиваемый зодчими Русского Севера в середине XVIII века. В архитектуре церкви нашли отражение многие характерные для того времени элементы культового зодчества: апсида — пятигранная, по типу рубленой у деревянного холодного храма, «кубическое» нарастание объёмов, зубчатые карнизы, наличники окон. В то же время чувствуется влияние новой столичной школы — спаренные пилястры, подоконные выступы.
В конце XIX века холодная Владимирская церковь была однопрестольной (престол во имя Сретения иконы Владимирской Божией Матери, давший название храму). Известно, что прежде существовал второй престол во имя преподобного Антония (и Феодосия?) Киевопечерского, который был упразднён в 1861 году. Закрыта в 1929 году. В 1970-х здание церкви отреставрировано.

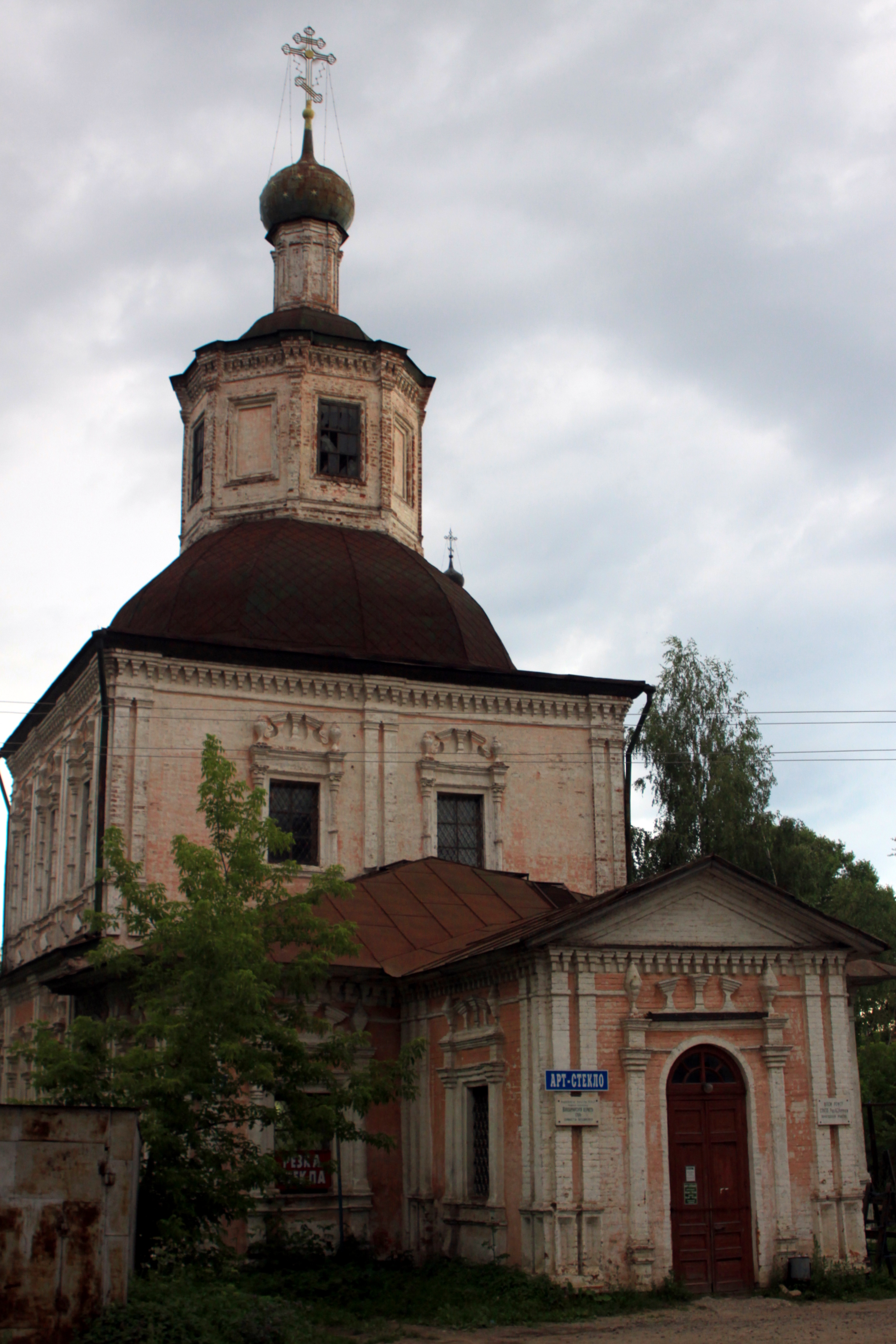
Владимирская холодная церковь, вид с запада
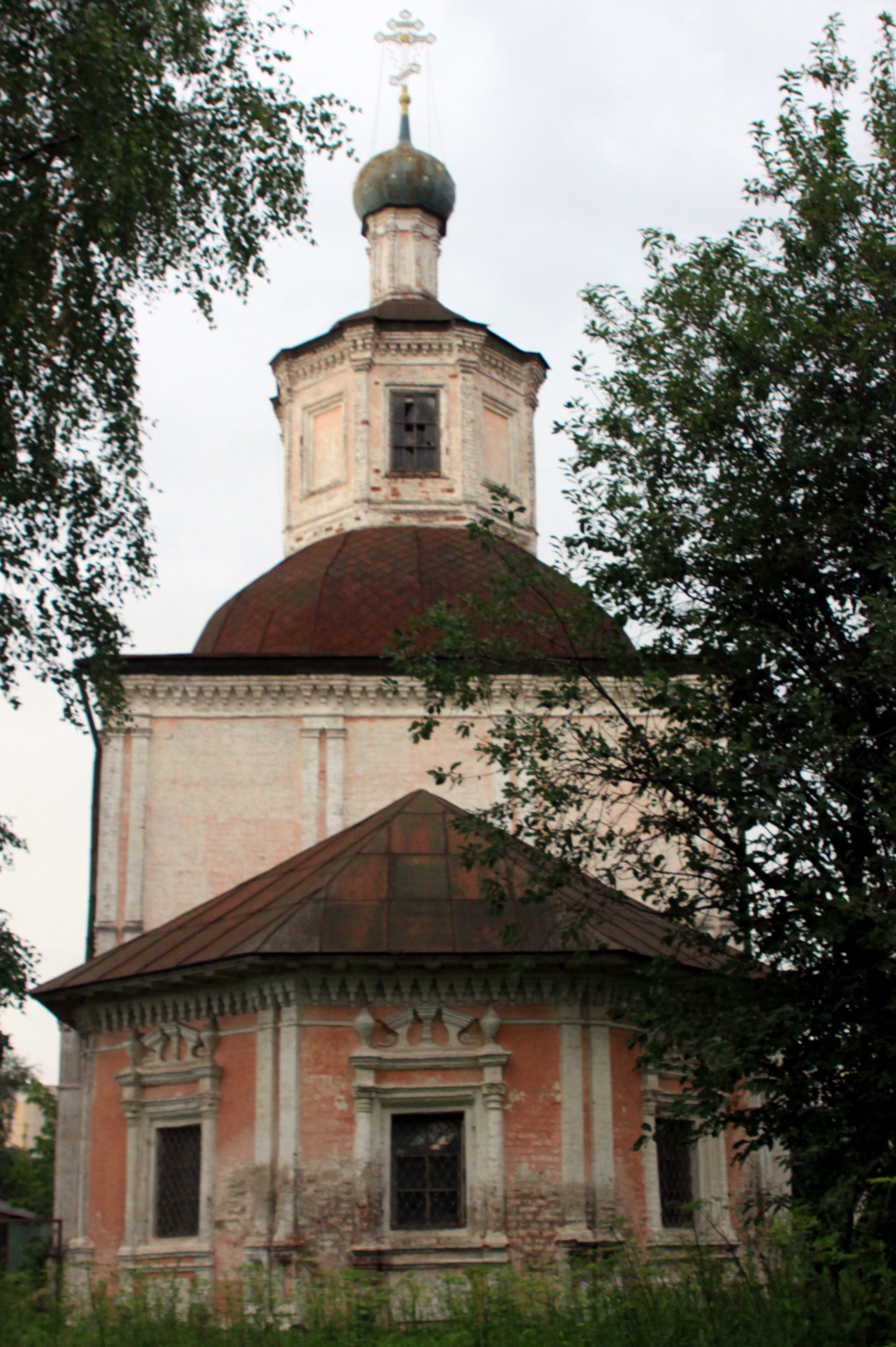
Владимирская холодная церковь, вид с востока
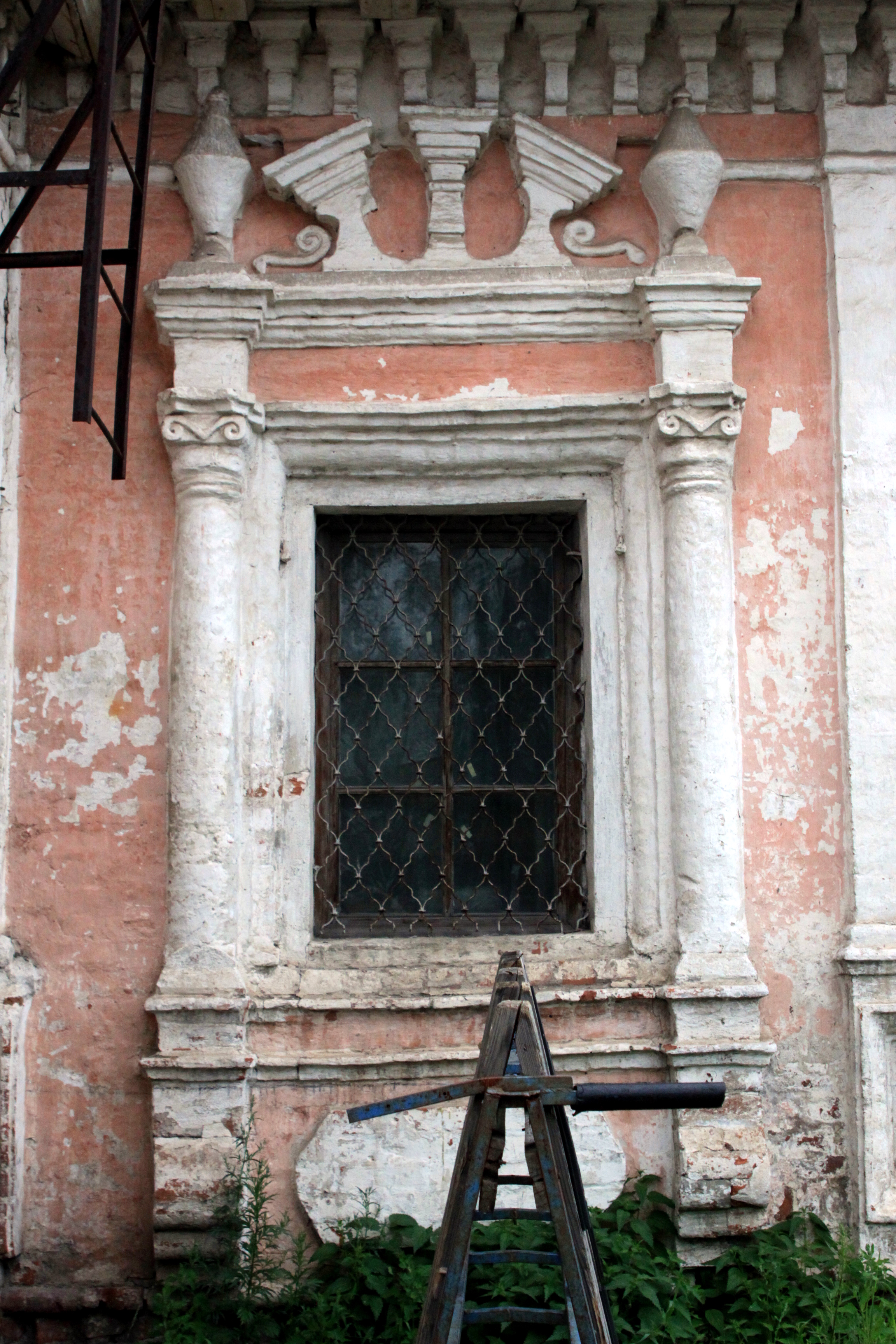
Окно Владимирской холодной церкви: рваный фронтон, карниз, полуколонки и картуш
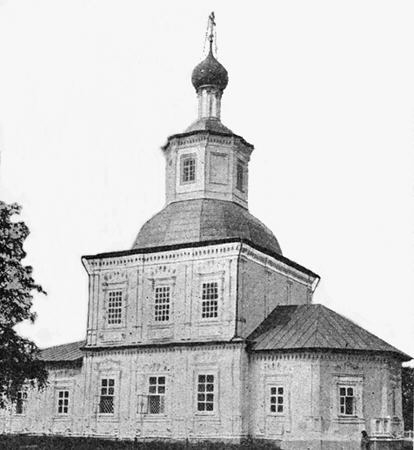
Владимирская холодная церковь, вид с юго-востока, фото 1914 г.

## Иконы и иконостас

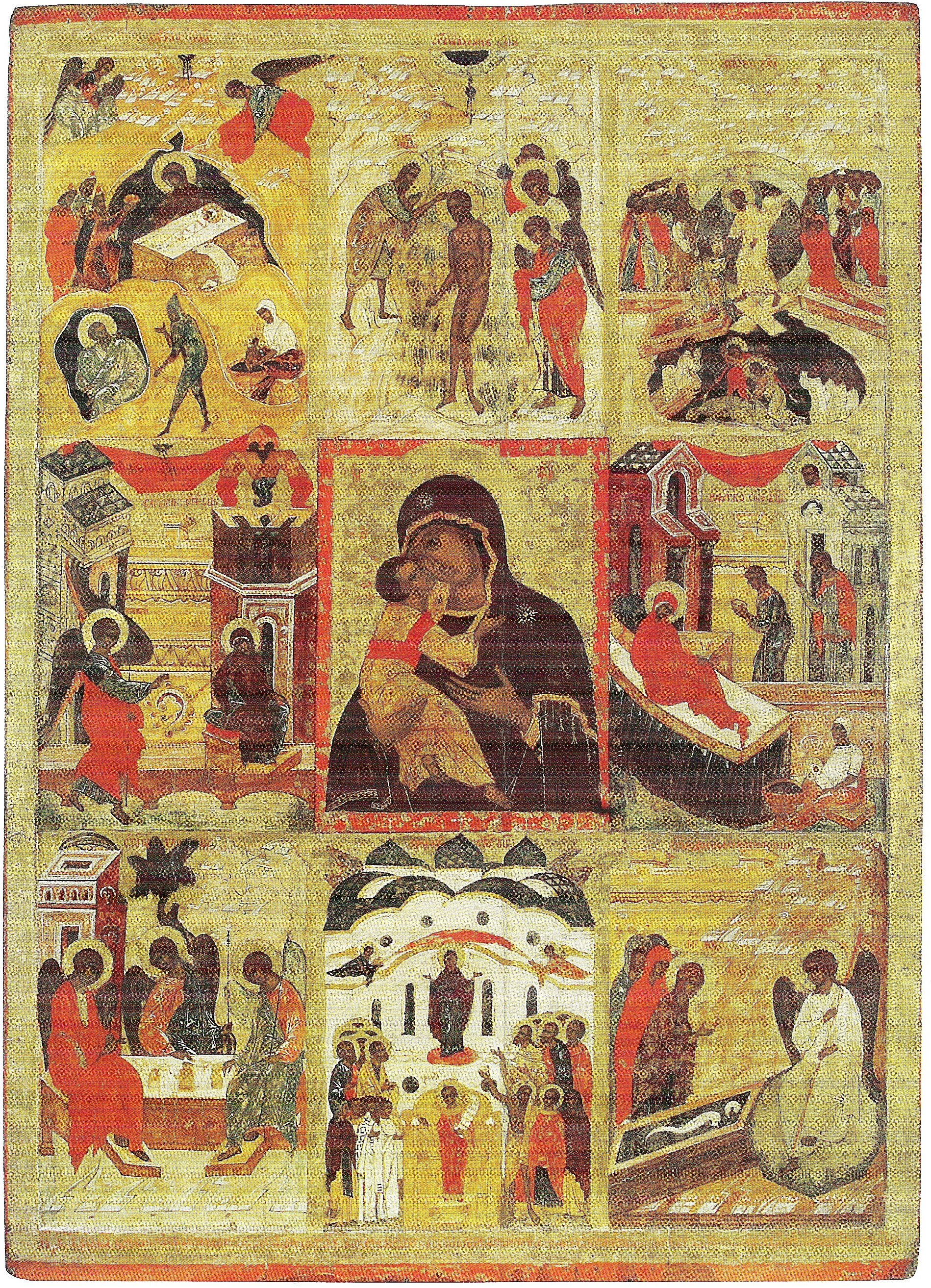
Богоматерь Владимирская, с праздниками. Храмовая икона холодной Владимирской церкви. 1548/1549 г. Вологда. ВГИАХМЗ
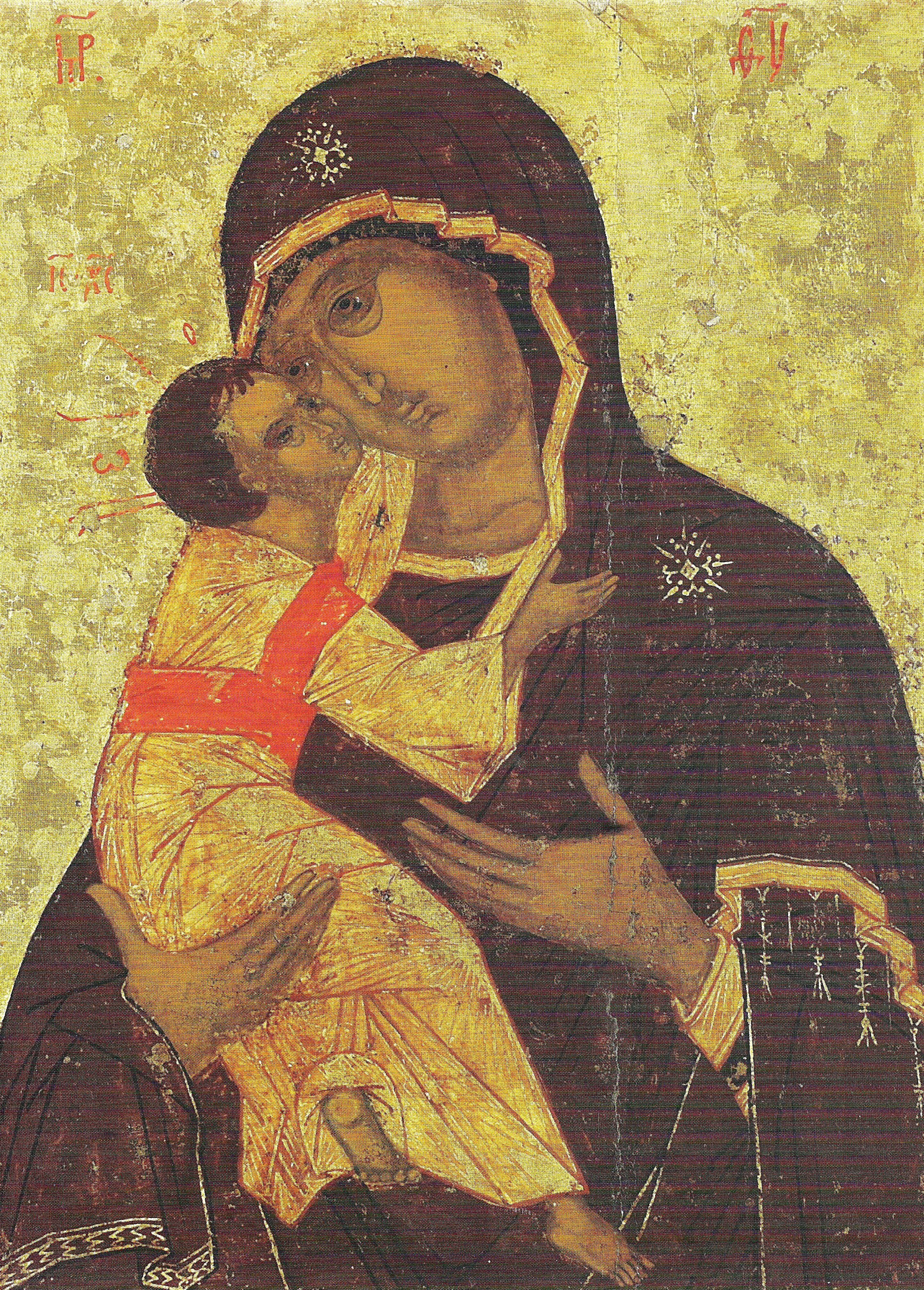
Богоматерь Владимирская, с праздниками (средник)
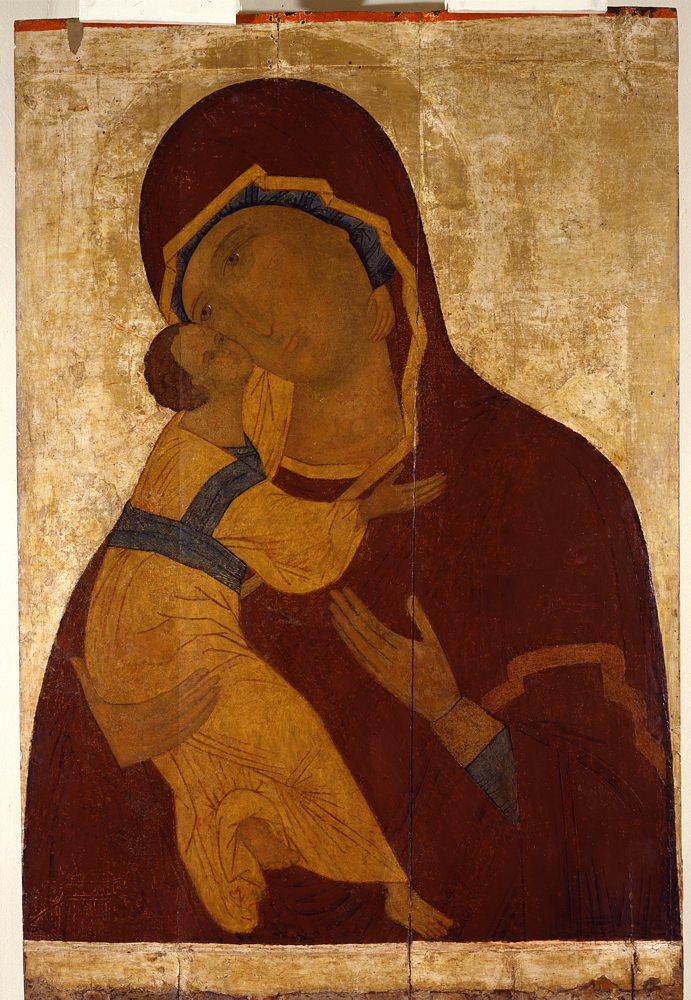
Богоматерь Владимирская. Храмовая икона тёплой (?) Владимирской церкви. Начало XVI в. Вологда. ВГИАХМЗ
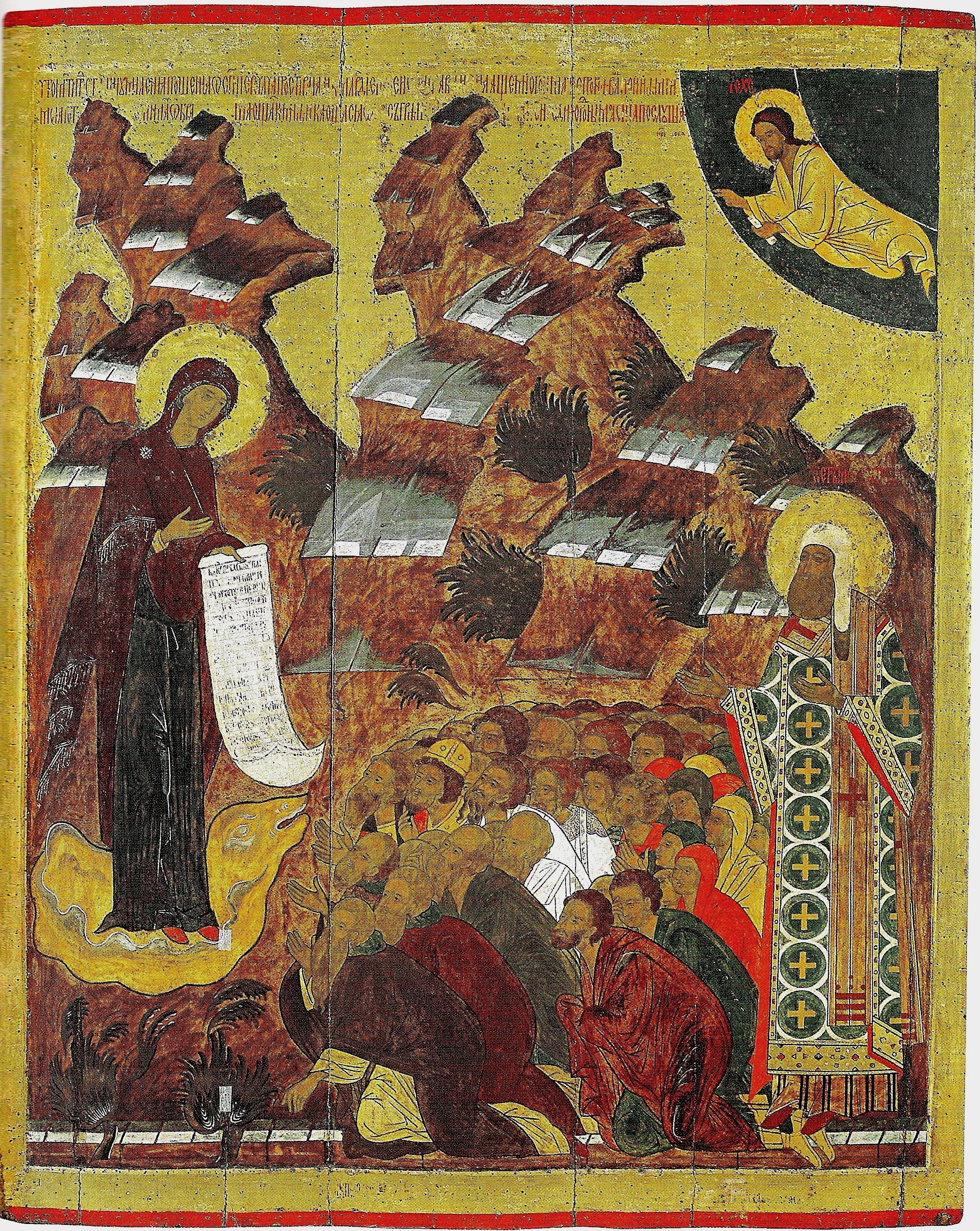
Богоматерь Моление о народе, с святителем Петром, митрополитом Московским. Вторая четверть - середина XVI в. Вологда. ВГИАХМЗ